# Виборчий блок політичних партій «КУЧМА»
Ви́борчий блок політи́чних па́ртій «КУ́ЧМА» (Конститу́ція — Украї́на — Честь — Мир — Антифаши́зм) — політичний альянс, створений для участі у позачергових парламентських виборах 2007 року.
Очолював блок Волков Олександр Михайлович, двічі народний депутат України, у минулому — людина з найближчого оточення Леоніда Кучми (був помічником, радником Президента), епатажний і «гострий на язик». Інші помітні фігури в списку блоку — Олександр  Вікторович Задорожній, представник Президента Л.Кучми у Верховній Раді IV скликання і член Вищої ради юстиції, і Лев Юлійович Миримський, екс-депутат Верховної Ради і відомий кримський бізнесмен.
Блок «КУЧМА» вважав, що в Україні потрібно реалізувати модель парламентської республіки, ліквідувати президенську форму правління в Україні. На посту прем'єр-міністра після виборів представники блоку бачили Л.Кучму. У той же час колишній глава держави заявив, що не давав згоди на використання свого прізвища у назві блоку. І постійно нагадував про те, що пішов з великої політики і повертатися не збирається.
У зовнішній політиці блок «КУЧМА» вважав головним стратегічним партнером України Росію і говорить про необхідність відновити відносини, що існували до 2005 року.
Партія «Союз» на виборах-2006 балотувалася разом з партіями «Соціалістична Україна», «Вітчизна» і «Слов'янська партія» в блоці «За Союз», який набрав 0,2% голосів виборців. Партія «ЦЕНТР» тоді ж разом з СДПУ (о) утворила блок «Не ТАК!» , Результат якого — 1,01% голосів.

## Парламентські вибори в Україні 2007
До першої п'ятірки виборчого списку входили також
- Задорожній Олександр Вікторович
- Миримський Лев Юлійович
- Головко Віктор Іванович
- Развадовський Віктор Йосипович

Блок набрав 0,1% і посів 18-е місце серед 21 партії та блоків; до парламенту не потрапив.